# Transformers: Revenge of the Fallen (jogo eletrônico)
Transformers: Revenge of the Fallen é um jogo eletrônico de Tiro em terceira pessoa baseado no filme Transformers: A Vingança dos Derrotados.  As versões do PlayStation 3 e Xbox 360 foram desenvolvidas pela Luxoflux e portadas para Microsoft Windows pela Beenox Studios, as versões do PlayStation 2 e Wii foram desenvolvidas pela Krome Studios, e a versão de PlayStation Portable foram desenvolvidas pela Savage Entertainment que anteriormente desenvolveu a versão PSP de Transformers: The Game, as versões de Nintendo DS foram desenvolvidas pela Vicarious Visions e lançadas como Transformers Revenge of the Fallen: Autobots e Transformers Revenge of the Fallen: Decepticons.
O jogo vagamente segue o enredo do filme as versões do PlayStation 3, Xbox 360 e Microsoft Windows permitem ao jogador escolher começar a campanha como Autobot ou Decepticon, já as versões do PlayStation 2 e Wii tem uma campanha que se alterna entre as duas facções, as versões de Nintendo DS são divididas em dois jogos ambos baseados nos lados de herói ou vilão.

## Ligaçoes Externas
- Transformers: Revenge of the Fallen. no IMDb.